# خواجه‌کری
خواجه‌کری، روستایی از توابع بخش کرگان‌رود شهرستان طوالش در استان گیلان ایران است.

## جمعیت
این روستا در دهستان خطبه‌سرا قرار دارد و براساس سرشماری مرکز آمار ایران در سال ۱۳۸۵، جمعیت آن ۶۳۱ نفر (۱۷۷خانوار) بوده‌است.